# 김경민 (1992년)
김경민(1992년 8월 18일 ~ )은 대한민국의 축구 선수이며, 포지션은 수비수이다.